# Uganda nos Jogos Olímpicos de Verão de 2020
O Uganda participou dos Jogos Olímpicos de Verão de 2020 em Tóquio. Originalmente programados para ocorrerem de 24 de julho a 9 de agosto de 2020, os Jogos foram adiados para 23 de julho a 8 de agosto de 2021, por causa da pandemia COVID-19. Esta foi a 16.ª participação olímpica da nação desde sua estreia em 1956. Uganda não compareceu em 1976 devido ao apoio ao boicote africano.

## Competidores
Abaixo está a lista do número de competidores nos Jogos.
| Esporte   | Masculino | Feminino | Total |
| --------- | --------- | -------- | ----- |
| Atletismo | 9         | 10       | 19    |
| Boxe      | 2         | 1        | 3     |
| Natação   | 1         | 1        | 2     |
| Remo      | 0         | 1        | 1     |
| Total     | 12        | 13       | 25    |

## Atletismo
Os seguintes atletas de Uganda conquistaram marcas de qualificação, pela marca direta ou pelo ranking mundial, nos seguintes eventos de pista e campo (até o máximo de três atletas em cada evento):
- Nota– As posições para os eventos de pista são em relação à bateria do atleta
- Q = Qualificado para a próxima fase
- q = Qualificado para a próxima fase como o perdedor mais rápido ou, em eventos de campo, pela posição sem atingir o alvo para qualificação
- NR = Recorde nacional
- N/A = Fase não aplicável para o evento
- Bye = Atleta não precisou disputar aquela fase

Eventos de pista e estrada
Masculino
| Atleta            | Evento                | Eliminatória | Eliminatória | Semifinal | Semifinal | Final     | Final   |
| Atleta            | Evento                | Resultado    | Posição      | Resultado | Posição   | Resultado | Posição |
| ----------------- | --------------------- | ------------ | ------------ | --------- | --------- | --------- | ------- |
| Ronald Musagala   | 1500 m                |              |              | —         | —         |           |         |
| Albert Chemutai   | 3000 m com obstáculos |              |              | —         | —         |           |         |
| Oscar Chelimo     | 5000 m                |              |              | —         | —         |           |         |
| Joshua Cheptegei  | 5000 m                |              |              | —         | —         |           |         |
| Joshua Cheptegei  | 10000 m               | —            | —            | —         | —         |           |         |
| Jacob Kiplimo     | 5000 m                |              |              | —         | —         |           |         |
| Jacob Kiplimo     | 10000 m               | —            | —            | —         | —         |           |         |
| Stephen Kissa     | 10000 m               | —            | —            | —         | —         |           |         |
| Filex Chemongesi  | Maratona              | —            | —            | —         | —         |           |         |
| Stephen Kiprotich | Maratona              | —            | —            | —         | —         |           |         |
| Fred Musobo       | Maratona              | —            | —            | —         | —         |           |         |

Feminino
| Atleta              | Evento                | Eliminatória | Eliminatória | Semifinal | Semifinal | Final     | Final   |
| Atleta              | Evento                | Resultado    | Posição      | Resultado | Posição   | Resultado | Posição |
| ------------------- | --------------------- | ------------ | ------------ | --------- | --------- | --------- | ------- |
| Leni Shida          | 400 m                 |              |              |           |           |           |         |
| Halimah Nakaayi     | 800 m                 |              |              |           |           |           |         |
| Winnie Nanyondo     | 800 m                 |              |              |           |           |           |         |
| 1500 m              |                       |              |              |           |           |           |         |
| Peruth Chemutai     | 3000 m com obstáculos |              |              | —         | —         |           |         |
| Esther Chebet       | 5000 m                |              |              | —         | —         |           |         |
| Sarah Chelangat     | 5000 m                |              |              | —         | —         |           |         |
| Prisca Chesang      | 5000 m                |              |              | —         | —         |           |         |
| Mercyline Chelangat | 10000 m               | —            |              |           |           |           |         |
| Juliet Chekwel      | Maratona              | —            |              |           |           |           |         |
| Immaculate Chemutai | Maratona              | —            |              |           |           |           |         |

## Boxe
Uganda inscreveu três boxeadores para o torneio olímpico. Shadiri Bwogi conquistou uma vitória decisiva para garantir vagas em suas respectivas categorias de peso durante o Torneio Africano de Qualificação Olímpica de 2020 em Diamniadio, Senegal. Kavuma David Ssemujju (peso médio masculino) e Catherine Nanziri (peso mosca feminino) completaram a equipe do boxe da nação após liderarem a lista de boxeadores elegíveis da África em suas respectivas categorias de peso no Ranking da Força-tarefa do COI. 
| Atleta                | Evento           | Fase de 32           | Oitavas-de-final     | Quartas-de-final     | Semifinais           | Final                | Final   |
| Atleta                | Evento           | Adversário Resultado | Adversário Resultado | Adversário Resultado | Adversário Resultado | Adversário Resultado | Posição |
| --------------------- | ---------------- | -------------------- | -------------------- | -------------------- | -------------------- | -------------------- | ------- |
| Shadiri Bwogi         | -69 kg masculino |                      |                      |                      |                      |                      |         |
| Kavuma David Ssemujju | -75 kg masculino |                      |                      |                      |                      |                      |         |
| Catherine Nanziri     | -51 kg feminino  |                      |                      |                      |                      |                      |         |

## Natação
Uganda recebeu um convite de universalidade da FINA para enviar os nadadores de melhor ranking (um por gênero) em seus respectivos eventos individuais para as Olimpíadas, baseado no Sistema de Pontos da FINA de 28 de junho de 2021. 
| Atleta          | Evento                | Eliminatória | Eliminatória | Semifinal | Semifinal | Final | Final   |
| Atleta          | Evento                | Tempo        | Posição      | Tempo     | Posição   | Tempo | Posição |
| --------------- | --------------------- | ------------ | ------------ | --------- | --------- | ----- | ------- |
| Atuhaire Ambala | 100 m livre masculino |              |              |           |           |       |         |
| Kirabo Namutebi | 50 m livre feminino   |              |              |           |           |       |         |

## Remo
Uganda um barco para o skiff simples feminino dos Jogos após terminar em primeiro na final B e garantir a quarta de cinco vagas disponíveis na Regata Africana de Qualificação Olímpica de 2019 em Túnis, Tunísia, marcando a estreia da nação no esporte.
| Atleta               | Evento                 | Eliminatórias | Eliminatórias | Repescagem | Repescagem | Quartas-de-final | Quartas-de-final | Semifinais | Semifinais | Final | Final   |
| Atleta               | Evento                 | Tempo         | Posição       | Tempo      | Posição    | Tempo            | Posição          | Tempo      | Posição    | Tempo | Posição |
| -------------------- | ---------------------- | ------------- | ------------- | ---------- | ---------- | ---------------- | ---------------- | ---------- | ---------- | ----- | ------- |
| Kathleen Grace Noble | Skiff simples feminino |               |               |            |            |                  |                  |            |            |       |         |

Legenda de Qualificação: FA=Final A (medalha); FB=Final B; FC=Final C; FD=Final D; FE=Final E ; FF=Final F; SA/B=Semifinais A/B; SC/D=Semifinais C/D; SE/F=Semifinais E/F; QF=Quartas-de-final; R=Repescagem